# Retrato de Carlos V sentado
El Retrato de Carlos V sentado es un óleo atribuido a Tiziano, quien podría haberlo pintado con la colaboración de un ayudante en la primavera de 1548. 
Tiziano había tenido ya la ocasión de retratar a Carlos V en 1530, con motivo del segundo viaje del emperador a Mantua y Bolonia, retrato que se ha perdido y se conoce únicamente por una xilografía de Giovanni Britto. Posiblemente dos años después pintó del emperador un segundo retrato, el llamado Carlos V con un perro, copiando un modelo de Jacob Seisenegger. En cualquier caso, los retratos de Tiziano complacieron al emperador que lo ennobleció y nombró su pintor. En 1547, tras la victoria en la batalla de Mühlberg y la convocatoria de la Dieta de Augsburgo para el mes de septiembre de ese año, el emperador convocó a Tiziano en Augsburgo, alegando la necesidad de que reformase un retrato previo de Isabel de Portugal a la que, no obstante, el pintor no había llegado a conocer. Tiziano partió poco después de la Navidad de 1547 acompañado de numerosos asistentes, entre ellos sus hijos Orazio y Cesare, y en febrero de 1548 se encontraba ya en Augsburgo.
El inventario de María de Hungría muestra que Tiziano pintó en esta ocasión, con la asistencia de sus ayudantes, numerosos retratos del emperador, de su hermano Fernando y de los asistentes a la dieta. El más importante de ellos fue, sin duda, el Carlos V en la batalla de Mühlberg (Museo del Prado), pero probablemente no fue el único que en ese momento pintó del emperador. Muy posiblemente fue ahora cuando pintó a instancias del emperador el retrato doble de Carlos V e Isabel de Portugal de medio cuerpo, retrato actualmente perdido pero conocido por una copia de Rubens conservada en Madrid, Fundación Casa de Alba. Para el retrato de Isabel se sirvió del retrato anterior, de cuerpo entero y vestida de negro, que se le había pedido corregir y del que hizo una nueva versión con vestido carmesí (Museo del Prado). El del emperador evoca, en la pose y en el vestuario, este retrato de Múnich en el que Carlos V aparece de cuerpo entero y vestido de negro, sentado en una logia que se abre al paisaje. El retrato de la Alte Pinakothek, sin embargo, no figura entre los cuadros que el pintor dejó en casa de los Fúcar para que se secasen cuando retornó a Venecia, ni entre los conservados en propiedad de María de Hungría. Tampoco alude a él Tiziano en la carta que el 1 de septiembre de 1548 dirigió a Perrenot Granvela en la que se refería al retrato doble del matrimonio imperial y al de Isabel del Prado. Esas dificultades, además de las concesiones al gusto germánico que en él se aprecian, y la amplia participación del taller en su ejecución, llevaron a Hans Ost a descartar la autoría de Tiziano y a asignar tanto la ejecución como la invención al holandés Lambert Sustris, uno de los ayudantes que lo acompañaron a Augsburgo.